# Liga del Fútbol Profesional Boliviano 1999
La Liga de Fútbol Profesional Boliviano 1999 è stata la 23ª edizione della massima serie calcistica della Bolivia, ed è stata vinta dal Blooming.

## Formula
Il campionato è strutturato in due fasi; il Torneo di Apertura è un girone unico a dodici squadre, mentre il Torneo di Clausura prevede due gironi da sei squadre che permette l'accesso alle prime tre classificate di ogni gruppo a un esagonale finale, che laurea il campione del torneo. Al termine di queste fasi i due campioni si affrontano nella finale, che determina il campione nazionale.

## Torneo Apertura

### Classifica
| Pos. | Squadra           | Pt | G  | V  | N  | P  | GF | GS | DR  |
| ---- | ----------------- | -- | -- | -- | -- | -- | -- | -- | --- |
| 1    | Blooming          | 44 | 22 | 14 | 2  | 6  | 47 | 20 | +27 |
| 2    | Bolívar           | 37 | 22 | 9  | 10 | 3  | 40 | 23 | +17 |
| 3    | Real Potosí       | 33 | 22 | 9  | 6  | 7  | 37 | 36 | +1  |
| 4    | Unión Central     | 31 | 22 | 8  | 7  | 7  | 37 | 33 | +4  |
| 4    | Ind. Petrolero    | 31 | 22 | 9  | 4  | 9  | 40 | 39 | +1  |
| 4    | Real Santa Cruz   | 31 | 22 | 9  | 4  | 9  | 35 | 49 | -14 |
| 7    | Guabirá           | 30 | 22 | 7  | 6  | 9  | 37 | 42 | -5  |
| 8    | San José          | 29 | 22 | 9  | 2  | 11 | 35 | 37 | -2  |
| 8    | Wilstermann       | 29 | 22 | 8  | 5  | 9  | 41 | 44 | -3  |
| 10   | Oriente Petrolero | 26 | 22 | 7  | 5  | 10 | 35 | 36 | -1  |
| 11   | The Strongest     | 25 | 22 | 7  | 4  | 11 | 33 | 35 | -2  |
| 12   | Destroyers        | 19 | 22 | 5  | 4  | 13 | 33 | 56 | -23 |

## Torneo Clausura

### Fase a gironi
Legenda
|  | Qualificata alla fase successiva |

#### Gruppo A
| Pos. | Squadra       | Pt | G  | V | N | P | GF | GS | DR  |
| ---- | ------------- | -- | -- | - | - | - | -- | -- | --- |
| 1    | The Strongest | 22 | 12 | 7 | 1 | 4 | 21 | 16 | +5  |
| 2    | Real Potosí   | 21 | 12 | 7 | 0 | 5 | 20 | 22 | -2  |
| 3    | Blooming      | 20 | 12 | 5 | 5 | 2 | 24 | 13 | +11 |
| 4    | Wilstermann   | 17 | 12 | 5 | 2 | 5 | 27 | 19 | +8  |
| 5    | Guabirá       | 10 | 12 | 3 | 1 | 8 | 11 | 17 | -6  |
| 6    | Destroyers    | 5  | 12 | 1 | 2 | 9 | 13 | 37 | -24 |

#### Gruppo B
| Pos. | Squadra           | Pt | G  | V | N | P | GF | GS | DR  |
| ---- | ----------------- | -- | -- | - | - | - | -- | -- | --- |
| 1    | Bolívar           | 26 | 12 | 8 | 2 | 2 | 23 | 10 | +13 |
| 2    | Unión Central     | 22 | 12 | 7 | 1 | 4 | 24 | 17 | +7  |
| 3    | Ind. Petrolero    | 20 | 12 | 6 | 2 | 4 | 20 | 17 | +3  |
| 4    | Real Santa Cruz   | 16 | 12 | 5 | 1 | 6 | 12 | 13 | -1  |
| 4    | Oriente Petrolero | 16 | 12 | 4 | 4 | 4 | 11 | 14 | -3  |
| 6    | San José          | 10 | 12 | 3 | 1 | 8 | 12 | 23 | -11 |

### Girone finale
| Pos. | Squadra        | Pt | G  | V | N | P | GF | GS | DR  |
| ---- | -------------- | -- | -- | - | - | - | -- | -- | --- |
| 1    | The Strongest  | 21 | 10 | 6 | 3 | 1 | 17 | 10 | +7  |
| 2    | Bolívar        | 19 | 10 | 6 | 1 | 3 | 15 | 4  | +11 |
| 3    | Blooming       | 16 | 10 | 5 | 1 | 4 | 17 | 13 | +3  |
| 3    | Unión Central  | 16 | 10 | 5 | 1 | 4 | 13 | 15 | -2  |
| 5    | Real Potosí    | 8  | 10 | 2 | 2 | 6 | 8  | 16 | -8  |
| 6    | Ind. Petrolero | 5  | 10 | 1 | 2 | 7 | 12 | 24 | -12 |

## Finale

### Andata
| Arbitro: | Paniagua |

|                       |           |                              |
| González 79’ Peña 93’ | Marcatori | 3’ 33’ Justiniano 43’ Ribera |

### Ritorno
| Arbitro: | Ortubé |

|                                             |           |                      |
| Antelo 13’ (rig.) Gutiérrez 21’ Menacho 84’ | Marcatori | 58’ Arana 73’ Sandro |

## Verdetti
- Blooming campione nazionale
- Destroyers e San José retrocessi
- Atlético Pompeya e Mariscal Braun promossi dalla seconda divisione (Copa Simón Bolívar).

## Classifica marcatori
| Gol |  |  | Giocatore              | Squadra           |
| --- |  |  | ---------------------- | ----------------- |
| 30  |  |  | Víctor Antelo          | Blooming          |
| 30  |  |  | Antonio Vidal González | The Strongest     |
| 24  |  |  | Leonel Liberman        | Unión Central     |
| 24  |  |  | Limberg Gutiérrez      | Blooming          |
| 23  |  |  | Joaquín Botero         | Bolívar           |
| 20  |  |  | Milton Coimbra         | Oriente Petrolero |
| 19  |  |  | Miguel Mercado         | Bolívar           |
| 16  |  |  | Marcelo Ceballos       | Guabirá           |
| 14  |  |  | Horacio Chiorazzo      | Real Santa Cruz   |